# غلامحسین ابراهیمی دینانی
غلامحسین ابراهیمی دینانی (زاده ۵ دی ۱۳۱۳ اصفهان) فیلسوف و نویسنده ایرانی است. بخشی از شهرت وی به علت پژوهش در فلسفه اشراق و سهروردی و احیای آن در سال‌های اخیر است. دینانی تسلط خاصی بر فلسفه ابن سینا، ابن رشد، سهروردی، ملاصدرا و به‌طور کلی نحله‌های فلسفه اسلامی و اندیشه‌های فیلسوفان مسلمان دارد. وی با بررسی تمامی آثار و نوشته‌های سهروردی تاکنون چندین کتاب مهم در رابطه با فلسفه و افکار او نگاشته است. هم‌اکنون استاد بازنشسته گروه فلسفه دانشکدهٔ ادبیات و علوم انسانی دانشگاه تهران است. او در دانشگاه‌های تهران، تربیت مدرس، مذاهب اسلامی، آزاد اسلامی و شهید مطهری به تدریس فلسفه پرداخته است. ابراهیمی دینانی همچنین عضو پیوسته فرهنگستان علوم است. او در سال ۱۳۸۴ با کتاب دفتر عقل و آیت عشق، در سال ۱۳۸۵ با کتاب درخشش ابن رشد در حکمت مشاء و در سال ۱۳۸۹ با کتاب فلسفه و ساحت سخن برنده جایزه کتاب سال شد. از ایشان بیش از ۷۰ کتاب در حوزه فلسفه به چاپ رسیده است. چهره برتر فلسفه ایران در اولین دوره همایش چهره‌های ماندگار است. تا به حال چندین مقاله و فیلم مستند نیز دربارهٔ این فیلسوف، نوشته و ساخته شده است.
دینانی در مدرسه حجتیه قم به تحصیلات حوزوی پرداخته و از شاگردان سید روح‌الله خمینی و سید محمدحسین طباطبایی بوده و نیز شاهد مباحث فلسفی هانری کربن و طباطبایی بوده است.
کلاس‌های آزاد وی جهت دانشجویان فلسفه و محققان و علاقه‌مندان مطالعه آزاد فلسفه اسلامی در انجمن حکمت و فلسفه برقرار بوده است. به غیر از کلاسهای دانشگاهی و آزاد، دینانی سلسله درس‌هایی با عنوان معرفت در شبکهٔ چهار تلویزیون ایران داشت که مورد استقبال طیف وسیعی از مردم ایران قرار گرفت. ضبط این برنامه تا قبل از شیوع کرونا ادامه داشت. وی را می‌توان از جمله افراد تأثیرگذار معاصر در نقش عقل و تفکر فلسفی در جامعهٔ ایران دانست.

## زندگی و تحصیلات
غلامحسین ابراهیمی دینانی در ۵ دی سال ۱۳۱۳ در دینان از توابع شهر درچه استان اصفهان به دنیا آمد. وی پس از تحصیل ابتدائی در روستای خود، در مدرسه علمیه نیماورد اصفهان به تحصیلات دینی مشغول شد. پس از گذراندن دوره سطح و مقدمات فلسفه، در سال ۱۳۳۳ وارد حوزه علمیه قم شد و ضمن تحصیل خارج فقه و اصول نزد مراجع بزرگ، به فراگیری فلسفه نیز در نزد علامه طباطبائی پرداخت؛ که شاهد مباحث فلسفی هانری کُربَن (فرانسوی) و علامه سید محمدحسین طباطبایی نیز بود. منطق و فلسفه را در اصفهان نزد حکیم سید فضل‌الله ضیاء نور شروع کرد و در قم در سطح عالی با علامه طباطبائی به پایان رساند و از شاگردان خاص او گردید. وی در سال ۱۳۴۵، و پنج سال پس از درگذشت سید حسین طباطبایی بروجردی به تهران مهاجرت کرد و وارد دوره کارشناسی دانشگاه تهران شده و پس از اخذ درجه کارشناسی، جهت گذراندن امورات زندگی به استخدام وزارت آموزش و پرورش درآمد. وی تا دریافت درجه دکتری ادامه تحصیل داد و در سال ۱۳۵۲ از رساله دکتری تخصصی فلسفه خود دفاع کرد.
دینانی در سال ۱۳۵۳ ازدواج کرد که ثمره آن دو دختر است و در همان سال به عنوان استاد فلسفه در دانشگاه فردوسی مشهد مشغول به تدریس شد. وی در سال ۱۳۶۲ به تهران منتقل شده و عضو هیئت علمی دانشگاه تهران شد و تاکنون استاد این دانشگاه است. وی صاحب تألیفات بسیاری در زمینه عرفان و فلسفه است. ایشان در آثار فلسفی خود به نقد آرای فلسفی فلاسفه بزرگ غرب و شرق پرداخته و در ذیل آن‌ها به ارائه نظرات خاص فلسفی خود نیز پرداخته است.
دینانی در سمینارها و همایش‌های متعدد داخلی و خارجی شرکت داشته و مقالات و آثار فراوانی در حوزهٔ فلسفه و دین‌پژوهی به رشته تحریر درآورده که برخی از کتاب‌ها جایزه کتاب سال را دریافت کردند و در اولین دوره همایش چهره‌های ماندگار در سال ۱۳۸۰ با عنوان چهره برتر فلسفه تقدیر شد.

## سمت‌ها و عنوان‌ها
- مدیر گروه فلسفه و کلام اسلامی دانشگاه علوم اسلامی رضوی، ۱۳۷۵ تا ۱۳۷۹.[۸]
- مدرس علوم حوزوی در حوزه علمیه قم، تا ۱۳۴۵.
- اشتغال و استخدام در وزارت آموزش و پرورش به‌عنوان دبیر دبیرستان‌های تهران، ۱۳۵۱.
- استاد دانشکدهٔ الهیات دانشگاه فردوسی مشهد، تا ۱۳۶۱.
- عضو هیت علمی دانشگاه تهران، ۱۳۶۲، بازنشسته در ۱۳۸۷.[۹]
- استاد دانشگاه تربیت مدرس.
- استاد مدرسه عالی شهید مطهری.
- استاد دانشگاه مذاهب اسلامی.
- استاد دانشگاه امام صادق.[۱۰]
- استاد دانشگاه آزاد اسلامی تهران و کرج.[۱۰]
- عضو پیوستهٔ فرهنگستان علوم جمهوری اسلامی ایران.
- عضو ثابت انجمن حکمت و فلسفهٔ ایران.
- عضو مؤسس، هیئت امناء و مدیر بخش فلسفهٔ اسلامی انجمن حکمت و فلسفهٔ ایران.
- تقدیر شده در اولین دوره چهره‌های ماندگار با عنوان چهرهٔ برتر رشتهٔ فلسفه در سال ۱۳۸۰.
- تقدیر شده در جایزه کتاب سال ۱۳۷۸ برای کتاب ماجرای فکر فلسفی در جهان اسلام.
- تقدیر شده در جایزه کتاب سال ۱۳۸۴ برای کتاب دفتر عقل و آیت عشق.
- تقدیر شده در جایزه کتاب سال ۱۳۸۵ برای کتاب درخشش ابن رشد در حکمت مشاء.
- تقدیر شده در جایزه کتاب سال ۱۳۸۷ برای کتاب نصیرالدین طوسی: فیلسوف گفتگو.
- عضو شورای عالی علمی مرکز دائرةالمعارف بزرگ اسلامی.
- صاحب بیش از چهل عنوان کتاب در حوزهٔ فلسفه.
- نویسندهٔ چندین مقالهٔ برگزیدهٔ فلسفی.

## دیدگاه‌ها دربارهٔ او
کتابهای خرد و خردورزی، سرشت و سرنوشت، گفتار حکیم، شعاع شمس و آینه‌های فیلسوف توسط استادان و نویسندگان فلسفی، دربارهٔ مقام علمی او به عنوان یک فیلسوف نوشته شده. «در صد و بیست و هفتمین شماره هفته‌نامه پنجره با آثار و گفتارهایی از احمد احمدی، رضا سلیمان حشمت، غلامرضا اعوانی، کریم فیضی، علی اوجبی، سعید انواری، حسن سید عرب، امیرمحمد اصواتی و اسماعیل منصوری لاریجانی به روش، منش و جایگاه فلسفی دینانی می‌پردازد».
دینانی، فیلسوفی است که آرای منحصر به خود و شناخت و تسلط ویژه‌ای بر فلسفهٔ شرق و غرب دارد، اما از پنجرهٔ یک فیلسوف اسلامی به جهان نگاه می‌کند. او نوع چینش فلاسفهٔ غرب و شرق را نه به جغرافیای زمین یا نوع دین می‌داند، بلکه آن‌ها را در نهایت به دو دستهٔ اشاعره و معتزله تقسیم می‌کند. هرچند، به‌عنوان یک فیلسوف اسلامی، آرای او بسیار متأثر از ابن سینا، ملاصدرا و سهروردی است اما نظریات شخصی بسیاری به فلسفه اضافه کرده است.
به اعتقاد علی اوجبی، نویسندهٔ خِرَد و خردورزی، انتشار کتاب‌هایی چون ماجرای فکر فلسفی در جهان اسلام و دفتر عقل و آیت عشق، مهم‌ترین آثار این فیلسوف ژرف‌اندیش است که او (دینانی) را از تمامی اندیشمندان معاصر ممتاز می‌سازد. او به فلسفه به مثابهٔ موجود زندهٔ واحد و نه اجزای جدای از هم و به منزلهٔ یک جریان سیال و پویا و نه رودهای مستقل و جدای از هم نگاه می‌کند.

### برخی از آثار منتشره دربارهٔ اندیشه‌های دینانی
1. آینه‌های فیلسوف، به کوشش عبدالله نصری و نشر سروش، چاپ سوم ۱۳۸۹.
2. سرشت و سرنوشت، به کوشش کریم فیضی و نشر اطلاعات، ۱۳۸۸.
3. شعاع شمس، به کوشش کریم فیضی و نشر اطلاعات، ۱۳۸۹.
4. گفتار حکیم، به کوشش محمدجعفر محمدزاده و نشر امرود، ۱۳۹۰.
5. خرد و خردورزی، به کوشش علی اوجبی و نشر مؤسسهٔ خانهٔ کتاب، ۱۳۸۸.
6. دُرّ سخن - هزار نکته‌ی قصار فلسفی و عرفانی از گفتار دینانی به کوشش امیر اسماعیلی، چاپ دوم، نور سخن ۱۳۹۴.
7. روش تدریس فلسفه بر اساس کلاس‌های دینانی، پویان پروین اردبیلی، نشر نور سخن، ۱۳۹۶.
8. کلمات طاهر، شرح مصطفی دینانی بر کلمات قصار و عرفانی باباطاهر عریان، همکاران تألیف: پویان پروین اردبیلی، امیر اسماعیلی و حسین کریم‌آبادی، نشر نور سخن، ۱۳۹۷.
9. نصیرالدین طوسی:فیلسوف گفتگو، ناشر هرمس، ۱۳۹۱.
10. نشریهٔ پنجره، شمارهٔ ۱۲۷، بهمن ماه۱۳۹۰، پاسداشت سال‌ها خردورزی استاد غلامحسین ابراهیمی دینانی.[۱۵]

## کتابشناسی
برخی از کتاب‌های به چاپ رسیده غلامحسین دینانی عبارتند از:
1. قواعد کلی فلسفی در فلسفهٔ اسلامی(در سه مجلد)، چاپ و نشر انجمن حکمت و فلسفه، تهران، ۱۳۵۷و مؤسسهٔ مطالعات و تحقیقات فرهنگی، ۱۳۶۵.
2. دفتر عقل و آیت عشق، سه جلد، انتشارات طرح نو، ۱۳۸۰.
3. ماجرای فکر فلسفی در جهان اسلام، سه جلد، انتشارات طرح نو، ۱۳۷۶.
4. وجود رابط و مستقل در فلسفه اسلامی، شرکت سهامی انتشار، ۱۳۶۲. و مؤسسهٔ پژوهشی حکمت و فلسفه ایران.
5. شعاع اندیشه و شهود در فلسفه سهروردی، انتشارات حکمت، ۱۳۶۴.
6. اسماء و صفات حق، انتشارات اهل قلم، ۱۳۷۵و سازمان چاپ وانتشارات وزارت فرهنگ و ارشاد اسلامی، ۱۳۸۶.
7. نیایش فیلسوف، دانشگاه رضوی آستان قدس، مشهد، ۱۳۷۷.
8. شبهه آکل و ماکول، دائرةالمعارف بزرگ اسلامی (دبا). بازبینی‌شده در خرداد ۱۳۸۷.
9. درخشش ابن رشد در حکمت مشاء، ناشر طرح نو، ۱۳۸۴.
10. فیلسوفان یهودی و یک مسئله بزرگ، ناشر هرمس، ۱۳۸۹.
11. هستی و مستی، حکیم عمر خیام نیشابوری، ناشر اطلاعات، ۱۳۹۰.
12. فلسفه و ساحت سخن، ناشر هرمس، ۱۳۸۹.
13. مقدمه‌ای بر شرح فصوص جندی، تصحیح جلال‌الدین آشتیانی.
14. ع‍ق‍لان‍ی‍ت و م‍ع‍ن‍وی‍ت، مؤسسهٔ تحقیقات و توسعه علوم انسانی.
15. دُر سخن (هزار نکته قصار فلسفی و عرفانی)، ناشر نور سخن ۱۳۹۴ سایت کتاب
16. معمای زمان و حدوث جهان، مؤسسهٔ حکمت و فلسفهٔ ایران ۱۳۹۳
17. سخن ابن سینا و بیان بهمنیار، مؤسسهٔ حکمت و فلسفهٔ ایران ۱۳۹۲
18. خرد گفتگو (درسگفتارهای فلسفی)، هرمس ۱۳۹۳ خبر انتشارمقدمه کتاب
19. از محسوس تا معقول، مؤسسه حکمت و فلسفهٔ ایران ۱۳۹۴
20. «من» و «جزمن»، مؤسسهٔ حکمت و فلسفهٔ ایران ۱۳۹۴
21. معاد، انتشارات حکمت ایران ۱۳۹۱[۱۶]
22. پرسش از هستی یا هستیِ پرسش، مؤسسهٔ حکمت و فلسفهٔ ایران ۱۳۹۵
23. فراز و فرود فکر فلسفی، مؤسسهٔ حکمت و فلسفهٔ ایران ۱۳۹۵
24. اختیار در ضرورت هستی[۱۷]
25. اندیشیدن باور یا باور به یک اندیشه. نشر نور سخن ۱۳۹۷
26. کلمات طاهر، شرح کلمات قصار باباطاهر عریان، نشر نور سخن ۱۳۹۷.
27. شرح کلمات مکنونهٔ ملا محسن فیض کاشانی. نشر نور سخن ۱۳۹۷.
28. شرح رسائل: «الزورا» و «تهلیلیه» علامه جلال‌الدین دوانی. نشر نور سخن ۱۳۹۸.
29. شرح المشاعر صدرالمتألهین شیرازی. نشر نور سخن. ۱۳۹۸.
30. عرفان شرقی، شرح رسالهٔ «مقصد اقصی» عزیزالدین نَسَفی، نشر نور سخن، ۱۳۹۹.
31. آفاق تفکر. نشر نور سخن. ۱۳۹۹.
32. گزینش فکر در فلسفه. نشر نور سخن. ۱۳۹۹.
33. انسان با اندیشه انسان است. نشر نور اشراق. ۱۴۰۲.
34. تجلی معنی: در فکر و سخن، نشر نور اشراق. ۱۴۰۲.
35. جستارهای فلسفی در تفسیر معنی، نشر نور اشراق. ۱۴۰۱.
36. پنجره‌های روشن اندیشه، نور اشراق. ۱۴۰۲.

## رسانه‌ها
- مصاحبه‌های دینانی در جراید و وب‌سایت‌های خبری و کتاب درآمده‌اند.[۱۸]
- دینانی در برنامه معرفت به بیان اندیشه‌های فلسفی و عرفانی پرداخته است. موضوع‌ها حاوی مطالبی با ریشهٔ فلسفهٔ اسلامی از آبان سال ۱۳۸۷ از شبکهٔ چهار سیما پخش می‌شد.[۱۹]
- مستند (سالک فکرت) ساخته صداوسیما، روایت زندگی دینانی به روایت خودش است که در پاییز ۱۳۹۶ در اصفهان، محله دینان، مدرسه نیماورد و مؤسسهٔ پژوهشی حکمت و فلسفهٔ ایران تصویربرداری شده است.